# بالازدگی یخ
بالازدگی یخ (به انگلیسی: Ice jacking) زمانی رخ می‌دهد که آب در یک فضای محدود در یک تکیه‌گاه سازه‌ای یا یک سازند زمین‌شناسی نفوذ کند و در نهایت باعث شکستگی ساختاری در هنگام یخ زدن و انبساط آب شود. نیروی حاصل از این انبساط می‌تواند به خطوط ساحلی، صخره‌ها و دیگر محیط‌های طبیعی آسیب برساند. این پتانسیل سبب آسیب به اموال و تغییرهای زیست‌محیطی می‌شود. بالا زدن یخ معمولاً به آسیب خط ساحلی ناشی از یخ‌زدگی دریاچه‌ها اشاره دارد، اما در مهندسی زمین‌شناسی و فرسایش سنگ نیز به کار رفته‌است. هنگامی که این در داخل سنگ رخ می‌دهد، به آن هوازدگی یخ می‌گویند. هنگامی که این در داخل خاک رخ می‌دهد، به آن یخ زدگی یا یخ‌زدگی می‌گویند. از نظر ظاهری شبیه به یخ‌کوبی است، اما نباید با آن اشتباه گرفت، که انباشته‌ای از یخ در خط ساحلی است.